# Spirou et Fantasio (album)
Spirou et Fantasio, écrit et dessiné par André Franquin (sauf quelques planches de Joseph Gillain - Jijé), est le deuxième album publié des aventures de Spirou et Fantasio, le premier par cet auteur. Les quatre histoires de l'album furent écrites juste après la Seconde Guerre mondiale, dont trois qui furent publiées en histoires à suivre dans Le Journal de Spirou. Puis Dupuis les assembla et les publia dans un album relié en 1948. Une édition N&B fut imprimée en 1975 par les Éditions R.T.P. et Dupuis réédite sa version fac-similiée en novembre 2009.

## Histoires
Contient les histoires :
- Spirou et le Tank. Fantasio achète un tank démobilisé d'un soldat américain et détruit accidentellement le quartier avec. Spirou et les voisins aident à réparer le tout.
- La Maison préfabriquée. Fantasio devient vendeur de maisons préfabriquées en front de mer.
- L'Héritage de Spirou. Spirou hérite d'un oncle décédé une étrange maison pleine de secrets.
- Le Savant fou. (aussi appelée Radar le robot). Spirou accompagne Fantasio dans un voyage journalistique, et ils voient une auto sans chauffeur causer la panique en ville. En la suivant, ils rencontrent un inventeur fou, qui a imaginé un robot afin de détruire le monde.

## Origine
L'histoire du Tank est la toute première de 12 planches-test que Franquin dessina pour convaincre Jijé de son talent. Elle fut d'ailleurs imprimée dans l'Almanach Spirou 1947. L'histoire suivante de la maison préfabriquée est ce fameux épisode que Jijé avait commencé dans le #422 à #426 du Journal de Spirou, mais qu'il avait laissé terminer par Franquin, à partir du #427.
Cette collection d'histoires n'est pas considérée comme faisant partie de la série régulière en vertu de la publication limitée de l'album.
Cependant les quatre histoires furent aussi publiées dans les hors-séries HS1 L'Héritage et HS2 Radar le robot.